# L'Implorante
L'Implorante est une sculpture autobiographique de Camille Claudel, exécutée en plusieurs versions de 1894 à 1905, en terre cuite et en plâtre, puis en bronze.
Elle représente une jeune femme nue, s'avançant à genoux et tendant les bras vers l'avant, en supplication. Différents exemplaires en sont exposés notamment au Metropolitan Museum of Art, au musée Camille-Claudel, au musée Rodin.
Camille Claudel se représente ainsi après sa rupture avec Rodin. Dans les premiers essais en terre cuite et en plâtre, de 1892 à 1894, elle se représente isolée, suppliant dans le vide, sous le titre Le Dieu envolé.
L'artiste allonge ensuite sa sculpture, plus penchée vers l'avant. Elle en fait faire un premier bronze en 1894, qu'elle appelle L'Implorante ou La Suppliante.
Elle projette en même temps de l'incorporer dans un groupe avec un homme qui la délaisse et s'en détache, attiré par la vieillesse. L'ensemble est réalisé en bronze en 1898, sous le titre L'Âge mûr, dont l'Implorante est la figure majeure.
Plusieurs versions de l'Implorante figurent dans les musées, notamment au musée Camille-Claudel à Nogent-sur-Seine, au musée Rodin à Paris, au Metropolitan Museum of Art à New York.

## Historique et description

### Contexte
La sculptrice Camille Claudel quitte en 1892 son maître et amant Auguste Rodin, parce qu'il ne veut pas l'épouser ni assumer l'enfant qu'elle porte, et préfère le confort de sa vieille maîtresse,.
Elle s'installe dans son propre atelier. Elle termine ses travaux en cours, puis sculpte Clotho représentant Rodin empêtré dans des liens. Cette œuvre apparaît comme une vengeance manifeste.

### Le Dieu envolépuisl'Implorante
Peu après, Camille Claudel réalise des études en terre cuite et en plâtre, à partir de 1892, où elle se met elle-même en scène, nue, isolée, suppliant dans le vide ; elle appelle alors son œuvre Le Dieu envolé,.
Elle présente cette version au salon de 1894, et elle l'appelle L'Implorante ou La Suppliante,,. De nouveau sous le nom du Dieu envolé, elle exécute une nouvelle étude en 1895, en plâtre polychrome, nue, agenouillée, les mains levées.
Selon Silke Schauder, une autre version préliminaire de l'œuvre représente simplement le torse de Camille, les mains sur le cœur, en signe de demande. Toujours selon Schauder, « cette implorante semble prisonnière de sa seule subjectivité », et elle « ne voit qu’elle et sa douleur », ne représentant même pas l'objet de son amour.
Valérie Bocci-Crechiou relève que, tant dans la version le Dieu envolé que dans l'Implorante, Camille Claudel se représente avec le ventre d'une jeune femme ayant probablement enfanté.

### Dans le groupeL'Âge mûr
Elle imagine cependant en parallèle d'incorporer son Implorante dans un groupe avec un homme (Rodin) qui la délaisse et s'en détache, attiré par la vieillesse ou par sa vieille maîtresse, Rose. Les premières études en sont de 1892 et 1893. Elle en fait la description en 1893 à son frère Paul, avec croquis à l'appui. L'artiste allonge sa sculpture, plus penchée vers l'avant, vers les deux autres personnages du groupe. Elle demande en vain le financement de la réalisation en bronze de l'ensemble ; celui-ci ne sera réalisé en bronze qu'à partir de 1898, sous le titre L'Âge mûr. L'Implorante est la « figure majeure » de ce groupe.

### Réalisations en bronze
Un amateur d'art, le capitaine Tessier, désire acquérir l'œuvre d'ensemble L'Âge mûr. Pour raisons financières comme par commodité de transport et d'exposition, Camille Claudel fait fondre pour lui un tirage séparé de l'Implorante, en 1899.
D'autres fontes sont réalisées ensuite de l'Implorante, par Eugène Blot en 1904-1905, puis par Lebossé en 1910.

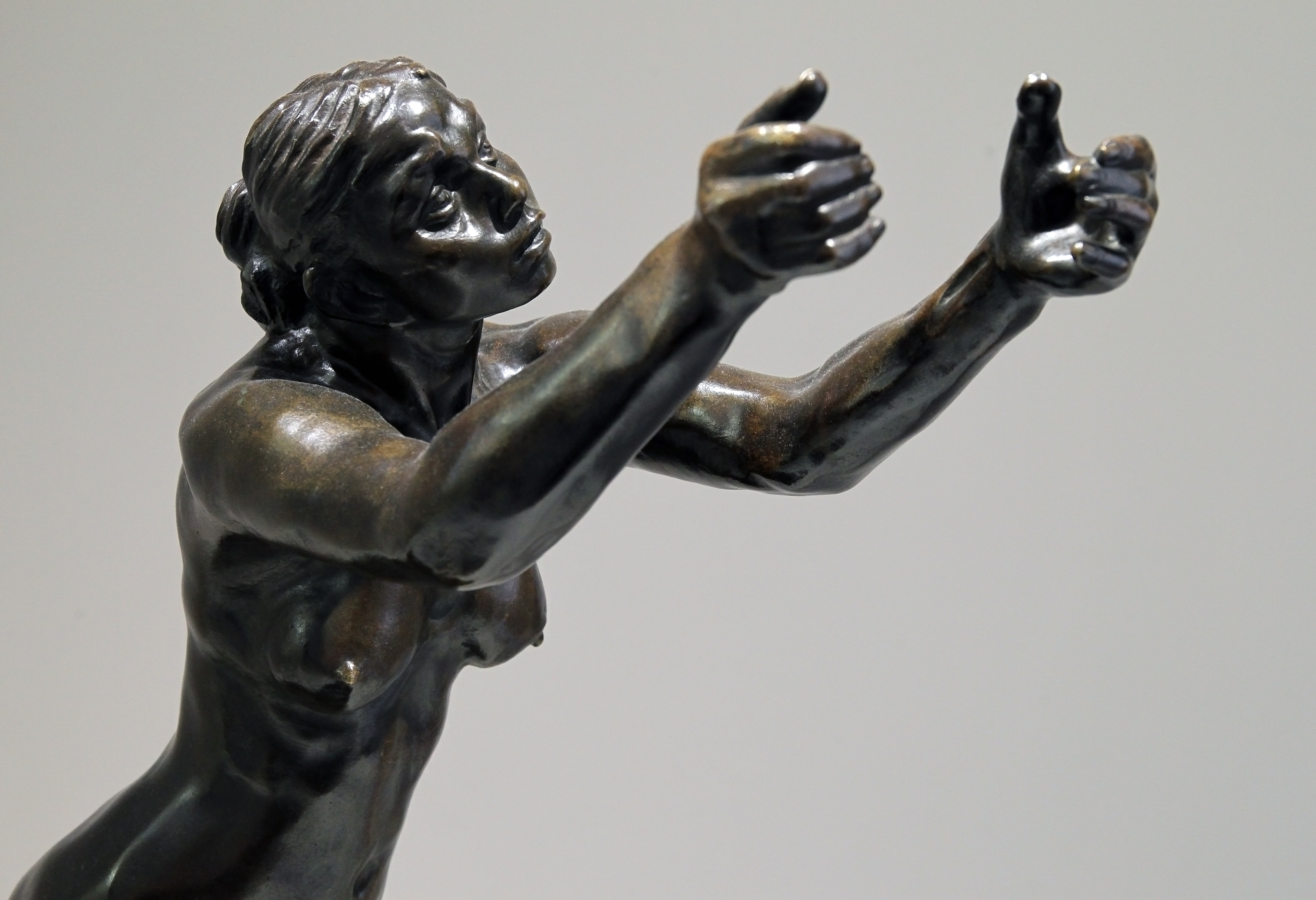
L'Implorante, 1899, musée C. Claudel, détail de la moitié haute.
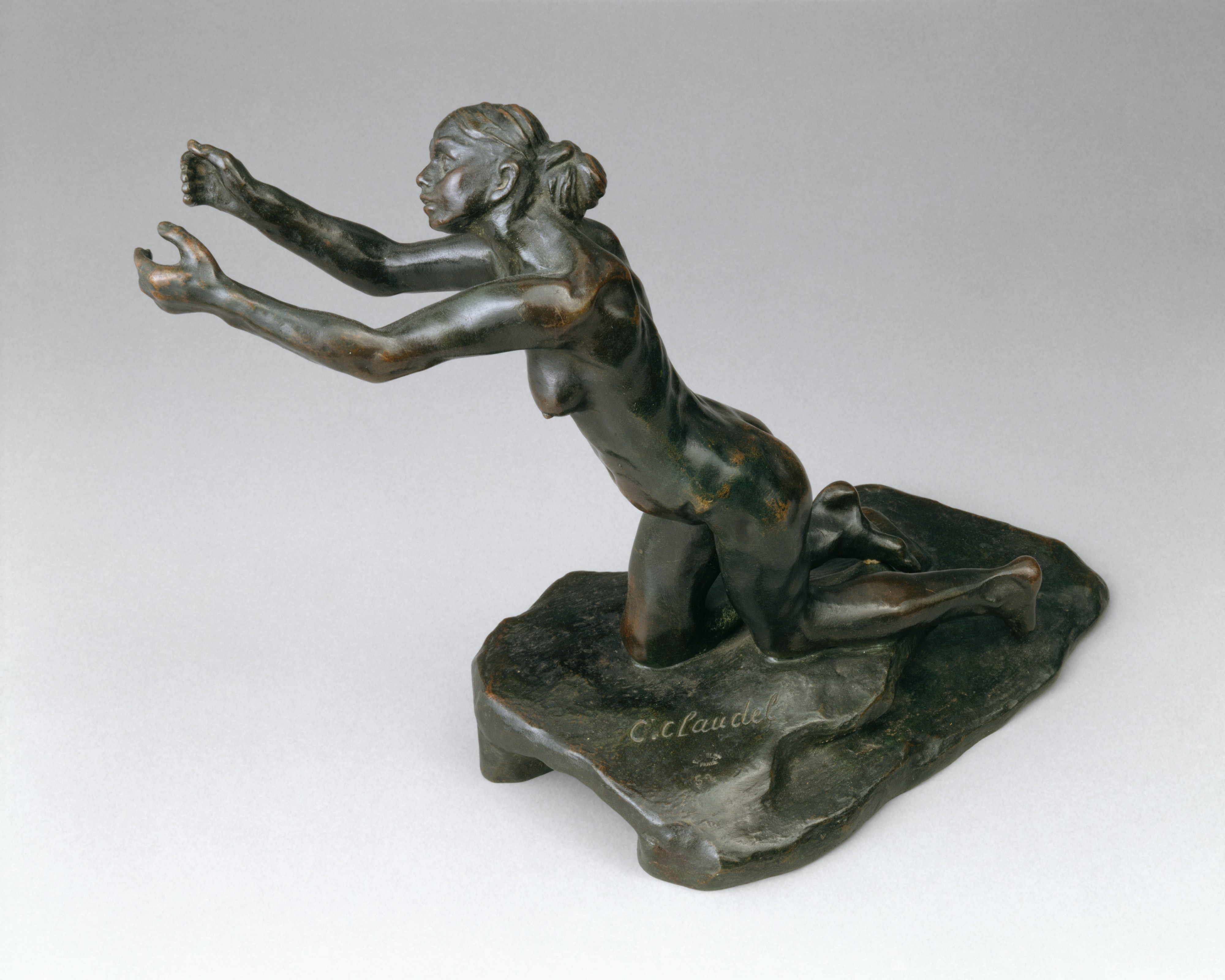
L'Implorante, 1898, the Met, vue de haut.
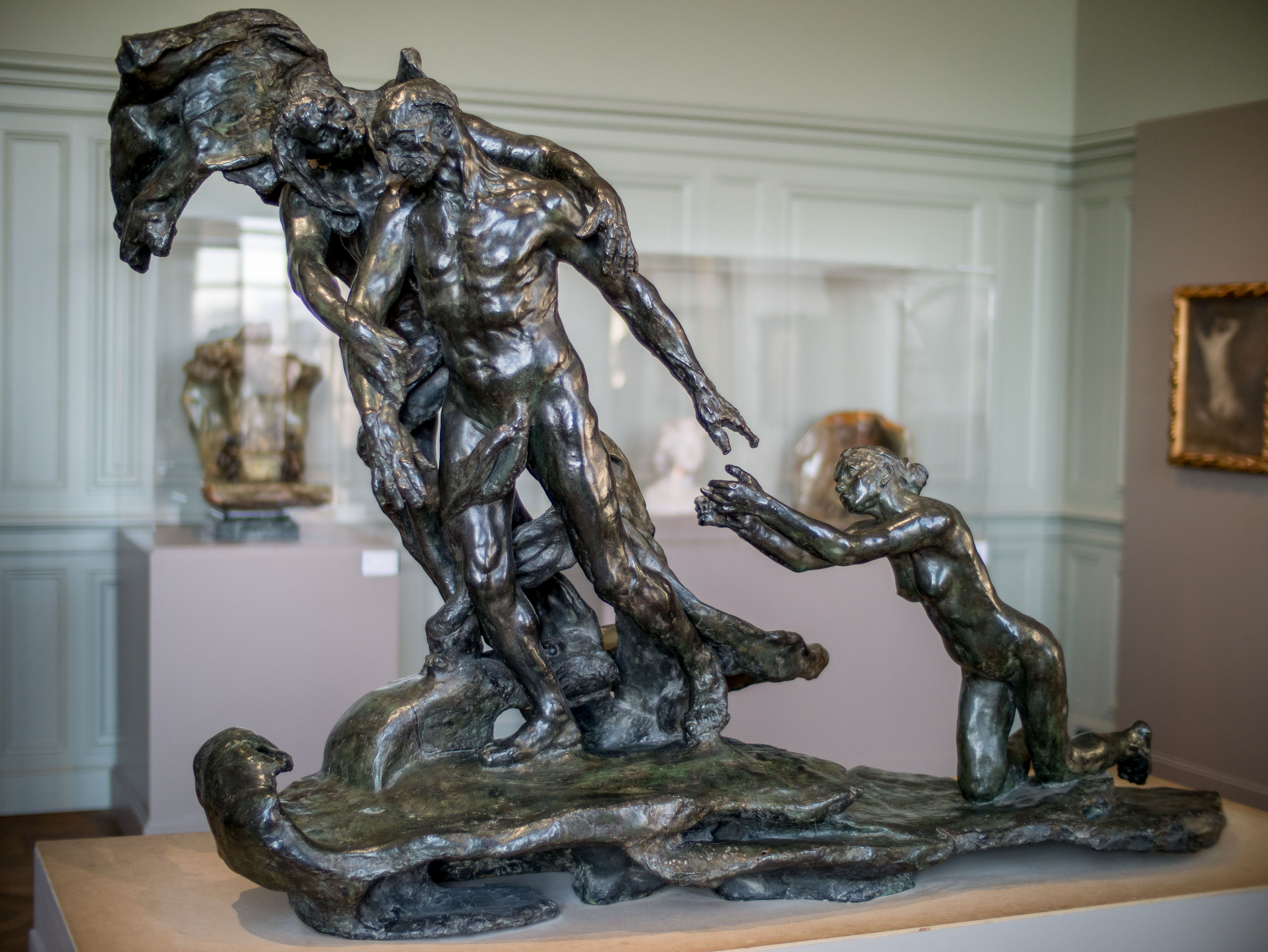
L'Âge mûr, 1899, musée Rodin, comprenant l'Implorante à droite.
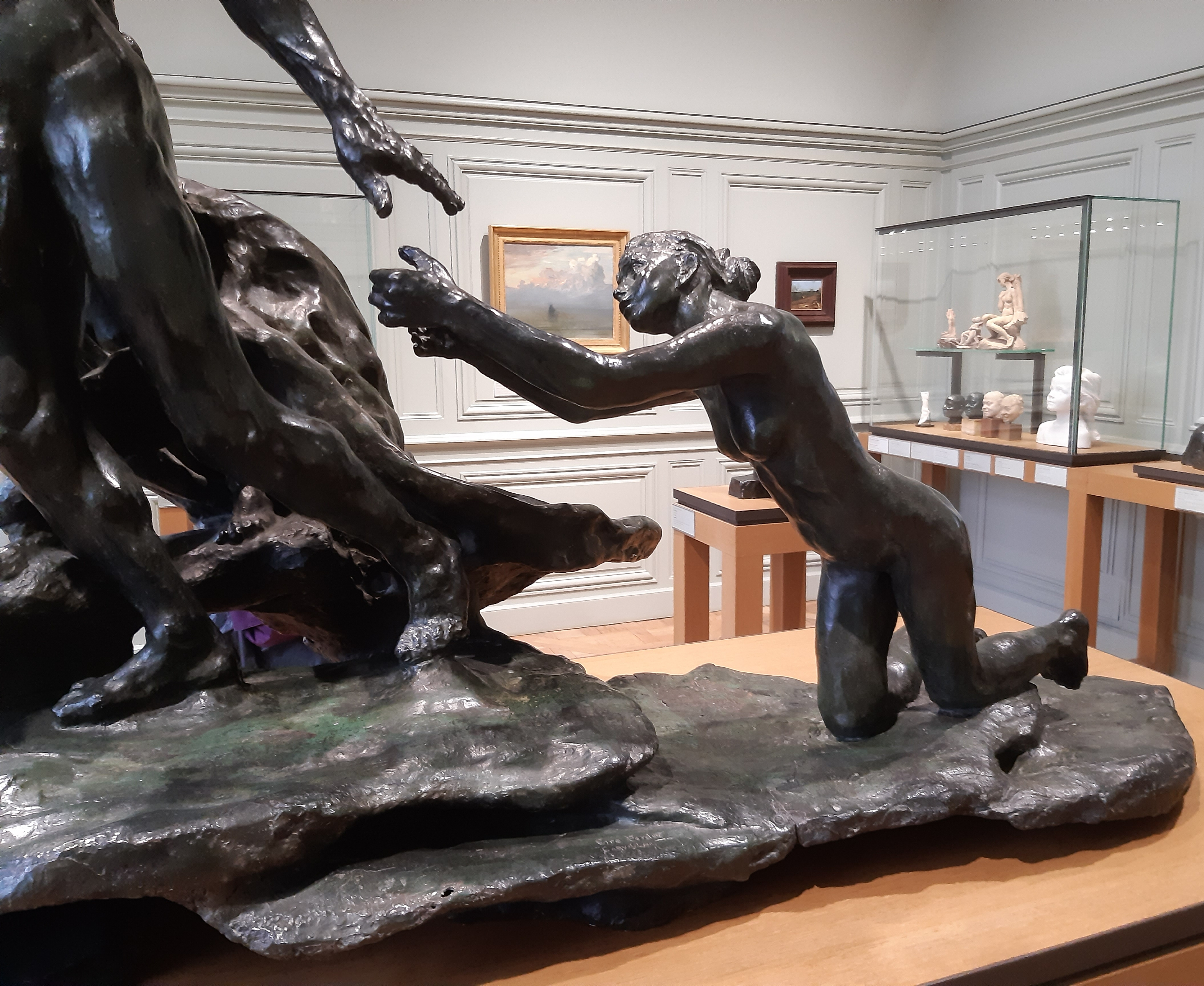
L'Âge mûr, gros plan sur l'Implorante.

## Jugements sur l'œuvre
Selon Alain Richarme, « Pour réaliser cette œuvre, [Camille Claudel] est allée au centre de son être, sa douleur est universelle ».
Françoise Chauvin écrit en 2010 que cette œuvre « est bouleversante de souffrance ».

## Exemplaires

### Versions en bronze
Version réalisée pour le capitaine Tessier :
- Tirage à part de l'Implorante, 1899, extraite du groupe l'Âge mur[8].

Le fondeur Eugène Blot réalise en 1904-1905 plusieurs versions en bronze de l'Implorante :
- Une version de grande taille, dite L'Implorante no 1, en six exemplaires[2] ;
- Une autre version de dimensions plus réduite, dite L'Implorante no 2, en cinquante-neuf exemplaires[2].

Le fondeur Lebossé réalise plus tard, en 1910, une autre version :
- La version de taille intermédiaire, dite L'Implorante no 1 bis, dont seuls deux exemplaires sont connus[2].

### Dans les musées
- Musée Camille-Claudel, à Nogent-sur-Seine : 
  - Le Dieu envolé, essai, plâtre peint, 1895[7].
  - L'Implorante, bronze (fonte, grand modèle, 67 × 72 × 59 cm), 1899, fonte de 1905[10].
- Musée Rodin, à Paris :
  - L'Implorante, dit aussi La Suppliante, bronze (petit modèle, 28,6 × 34,6 × 21 cm), 1899, fonte à partir de 1904[11].
- Musée Albert-André, à Bagnols-sur-Cèze dans le Gard : 
  - L'Implorante, bronze.
- Metropolitan Museum of Art, à New York, États-Unis :
  - The Implorer (L'Implorante), bronze (27,9 × 36,8 × 21,3 cm), 1898, fonte vers 1905[12].